# Suiko
Imperatriz Suiko (推古天皇, Suiko-tennō, 554-628) foi o 33.o Imperador do Japão, na lista tradicional de sucessão.

## Vida
Reinou de 592 a 628 quando morreu aos 74 anos. Ela foi a primeira mulher a ascender ao Trono do Crisântemo.
Antes da sua ascensão ao trono, seu nome era Toyomike Kashikiya hime no Mikoto. Suiko foi a segunda filha do Imperador Kimmei com Soga no Kitashihime (filha de Soga no Iname), era a irmã mais novas do Imperador Yōmei, e casou-se com o Imperador Bidatsu quando tinha 18 anos.
Após a morte de Bidatsu, o Yōmei (irmão de Suiko) chegou ao poder, mas cerca de dois anos depois morre. Após a morte de Yōmei, outra luta de poder surgiu entre o Clã Soga e o Clã Mononobe , com os Soga apoiando o Príncipe Hatsusebe e os Mononobe apoiando o Príncipe Anahobe. Ocorreu um confronto conhecido como a Batalha de Shigisan, onde os Mononobe e o Príncipe Anahobe foram derrotados e o Príncipe Hatsusebe é coroado Imperador Sushun em 587 . No entanto, Sushun começou a ressentir-se do poder de Soga no Umako, e Umako talvez por medo de que Sushun pudesse atacar primeiro mandou Yamatoaya no Ataikoma (东汉 直 驹) assassina-lo em 592. Quando lhe pediram para aceitar o trono para preencher o vácuo de poder que se desenvolveu, Suiko tornou-se em 593 a primeira do que seriam vários exemplos na História do Japão, onde uma mulher é escolhida para o trono a fim de evitar uma luta pelo poder.
O Príncipe Shōtoku foi nomeado Sesshō (Regente) no ano seguinte (593). Apesar do poder político durante o reinado de Suiko amplamente ser visto como tendo sido exercido de fato por Shōtoku e Soga no Umako, Suiko estava longe de ser impotente. O simples fato de ter sobrevivido sugere que ela tinha habilidades políticas significativas. Seu reinado foi marcado pela abertura de relações com a Dinastia Sui em 600, a adoção da Sistema das Doze Posições (冠位十二階, Kan'i Jūnikai) em 603 e a adoção da Constituição dos dezessete artigos em 604.
Numa altura em que a sucessão imperial era geralmente determinada pelos líderes dos clãs, e não o imperador, Suiko deixou apenas indicações vagas da sucessão entre dois candidatos, em seu leito de morte. Um deles, o Príncipe Tamura, era neto do Imperador Bidatsu e foi apoiado pelos principais membros do Clã Soga, incluindo Soga no Emishi. O outro, o Príncipe Yamashiro, era filho do Príncipe Shōtoku e teve o apoio de membros subalternos do Clã Soga. Após uma breve luta dentro do clã em que um dos principais apoiadores do Príncipe Yamashiro foi morto, o Príncipe Tamura foi escolhido se tornando o Imperador Jomei em 629.
A Imperatriz Suiko é tradicionalmente venerada em um memorial no santuário xintoísta na Província de Osaka. A Agência da Casa Imperial designa este local como Mausoléu Suiko. E é formalmente chamado Shinaga no Yamada no Misasagi.